# Saint-Gourgon
Saint-Gourgon é uma comuna francesa na região administrativa do Centro, no departamento de Loir-et-Cher. Estende-se por uma área de 10,15 km². Em 2010 a comuna tinha 114 habitantes (densidade: 11,2 hab./km²).